# 佐倉市立井野中学校
佐倉市立井野中学校（さくらしりつ いのちゅうがっこう）は、千葉県佐倉市宮ノ台に所在する公立中学校。略称は「井野中」。

## 概要
1982年（昭和57年）3月18日、佐倉市議会において佐倉市立志津中学校の過剰な生徒の増加を防ぐ為、佐倉市井野中学校の開校を議決し、同年4月1日佐倉市立志津中学校から分離する形で創立、5日に開校。

## 学校経営目標
- 教育目標

　　自立・協働・ 貢献ができる生徒の育成。
- めざす生徒像

　　自他敬愛の心を持ち、共に努力向上しようとする生徒。
- めざす教師像

　　生徒の夢・志を育み、自己実現を支えられる教師。
- めざす学校像

　　地域の中に活きる学校。
- 5つの伝統

生徒達は5つの伝統という生活のめあてを信条に学校生活を送っている。
1. 明るい挨拶
2. 響く歌声
3. きれいな校舎
4. はつらつ健康
5. 高い学習意欲

## 部活動
12の部活が存在する（体育系:9、文化系:3）。
体育系
- サッカー部
- 野球部
- 男子ソフトテニス部
- 女子ソフトテニス部
- 男子バスケットボール部
- 女子バスケットボール部
- 卓球部
- 陸上競技部
- バレー部

文化系
- 吹奏楽部
- 放送部
- ビオトープ部

## 校章
生徒から募集した案の｢カブトのクワ形｣ ｢井野の井｣ ｢市章のさくら｣ ｢中学の中｣の4つを選び、組み合わせたデザイン。
"井"の字が末広がりになっていて、生徒に将来大きく世界に雄飛してほしいという願いを表している。

## 著名な出身者
- 上島拓巳 - 横浜F・マリノスディフェンダー
- 島孝明 - 千葉ロッテマリーンズ投手
- 岩瀬大輔 - 実業家
- 熊谷彩春 - 女優

## 交通
- 山万ユーカリが丘線中学校駅から徒歩1分